# Saint-Laurent-les-Églises

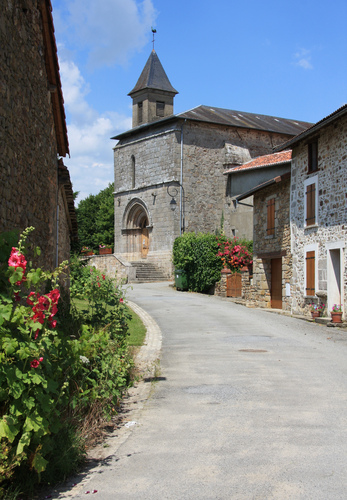
Kościół w Saint-Laurent-les-Églises (2011)

Saint-Laurent-les-Églises – miejscowość i gmina we Francji, w regionie Nowa Akwitania, w departamencie Haute-Vienne.
Według danych na rok 1990 gminę zamieszkiwało 636 osób, a gęstość zaludnienia wynosiła 23 osoby/km² (wśród 747 gmin Limousin Saint-Laurent-les-Églises plasuje się na 202. miejscu pod względem liczby ludności, natomiast pod względem powierzchni na miejscu 198.).

## Populacja

Populacja Saint-Laurent-les-Églises w latach 1962–2008